# Château Caracciolo
Le château Caracciolo est un château situé dans la commune de Tocco da Casauria, province de Pescara, dans les Abruzzes.